# Robert Nivelle

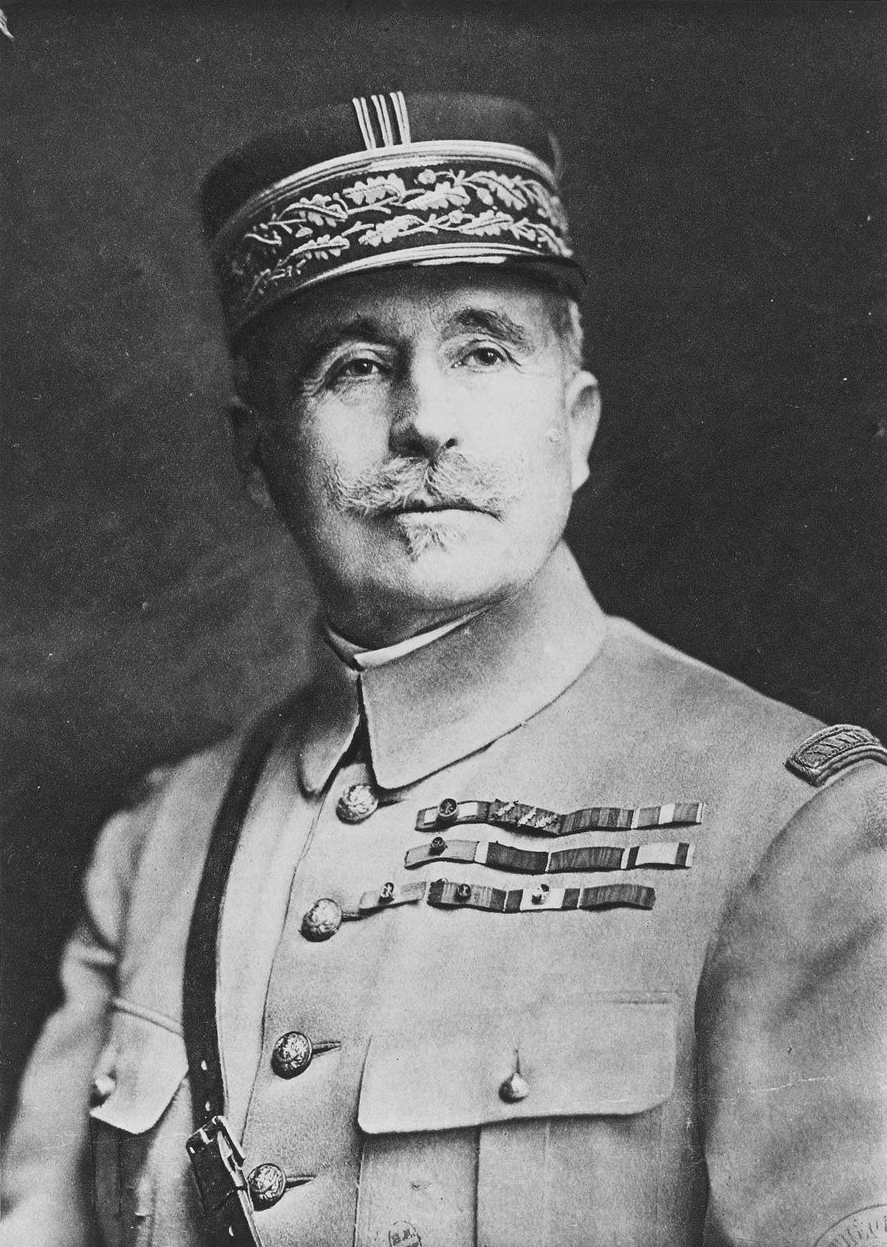
Robert Nivelle (1917)

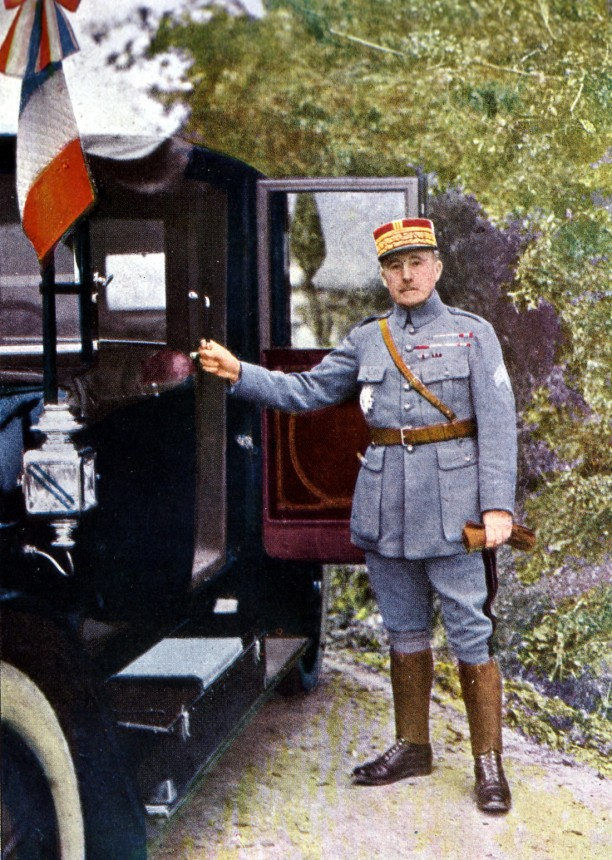
Robert George Nivelle 1916

Robert Georges Nivelle (* 15. Oktober 1856 in Tulle, Département Corrèze; † 23. März 1924 in Paris) war ein französischer Général de division im Ersten Weltkrieg.

## Leben
Nivelle, als Sohn eines protestantischen französischen Vaters und einer englischen Mutter in Südfrankreich geboren, war Absolvent der École polytechnique, an der er 1878 seinen Abschluss erlangte. Im selben Jahr begann er seine Armeelaufbahn als Sous-lieutenant. Er diente in Französisch-Indochina, Algerien und während des Boxeraufstands in China als Artillerieoffizier. Im Dezember 1913 wurde er als Colonel Kommandant des „5e régiment d’artillerie de campagne“ (5. Feldartillerieregiment) in Besançon. Dieses Kommando führte er auch bei Ausbruch des Ersten Weltkrieges im August 1914.

### Im Ersten Weltkrieg
Seine Erfolge unter anderem in der Schlacht an der Marne brachten ihm im Oktober 1914 die Beförderung zum Général de brigade ein. Anfang des folgenden Jahres zum Général de division  und Kommandant der 61. Infanteriedivision befördert, führte er ab Dezember 1915 das III. Armeekorps bei Verdun.
Anfang Mai 1916 löste er Philippe Pétain als Oberbefehlshaber der bei Verdun eingesetzten 2. Armee ab, nachdem dieser den Befehl über die übergeordnete Groupe d’Armées du Centre erhalten hatte. Seine Leistungen bei der Verteidigung Verduns während der Schlacht um Verdun und seine erfolgreiche Gegenoffensive ab Oktober 1916 brachten ihm am 12. Dezember 1916 die Ernennung zum Oberbefehlshaber des französischen Heeres als Nachfolger von General Joseph Joffre ein. Aufgrund seiner Herkunft und seiner englischen Sprachkenntnisse war Nivelle einer der wenigen französischen Generäle, die von der britischen Führung akzeptiert wurden.
In Verdun etablierte er auch den Propagandaspruch „Ils ne passeront pas!“ (Deutsch:„Sie werden nicht durchkommen!“), welches später auf vielen Propagandapostern verwendet wurde.
Nivelle war Anhänger einer aggressiven, auf massivem Material- und Soldateneinsatz basierenden Taktik. Einem mehrstündigen Trommelfeuer der Artillerie auf die feindlichen Gräben sollte das Vorrücken der Infanterie im Schutze dieses Artilleriebombardements (Feuerglocke) folgen. Der Gegner sollte dadurch ausgelaugt und abgenutzt werden. Viele französische Offiziere glaubten damals an die Offensive à outrance (Angriff bis zum Äußersten).
Dennoch scheiterte die nach ihm benannte Nivelle-Offensive an der Aisne 1917: Eine Woche nach dem Angriff der britischen Heeresgruppe bei Arras, der dazu dienen sollte, die deutschen Reserven dorthin zu locken, sollte ein massiver französischer Angriff südlich davon, am Chemin des Dames zwischen Soissons und Reims, das Patt des Grabenkriegs aufbrechen und den Durchbruch durch die deutschen Linien erzwingen. Trotz immensen Einsatzes von Artillerie konnte keines dieser Ziele erreicht werden. Vom 16. April bis zum offiziellen Ende der Offensive am 5. Mai 1917 verloren die französischen Truppen 140.000 Mann und erzielten nur minimale Geländegewinne. Verantwortlich war dafür nicht zuletzt Nivelles mangelnder Sinn für Geheimhaltung, bei einem Dinner in London erzählte er vorab von seinen Plänen. Der deutschen Seite fiel zudem in einem verlassenen Laufgraben ein Exemplar seines Plans in die Hände, so dass das deutsche Heer sich auf die Offensive Nivelles vorbereiten konnte.
Der mit der Offensive verbundene rücksichtslose Einsatz von Soldaten („Kanonenfutter“) trug ihm den Ruf eines „Blutsäufers“ ein und löste Meutereien in den eigenen Reihen aus. Diese wurden mit großer Härte und Todesurteilen niedergeschlagen.
Am 15. Mai 1917 wurde Nivelle als Oberbefehlshaber abgesetzt und durch Pétain ersetzt. Dieser setzte auf eine defensivere Kriegsführung als sein Vorgänger; es gelang ihm, die Moral der französischen Truppen allmählich wiederherzustellen. Im Dezember 1917 wurde Nivelle als Oberbefehlshaber nach Nordafrika versetzt, wo er den Rest seiner Dienstzeit verbrachte.

### Nach dem Krieg
Nach Kriegsende rehabilitiert, wurde Nivelle 1919 in den Conseil supérieur de la guerre aufgenommen. 1921, drei Jahre vor seinem Tod, ging er in den Ruhestand. Er wurde auf dem Pariser Cimetière de Passy beigesetzt und 1932 in die Caveau des Gouverneurs der Cathédrale Saint-Louis-des-Invalides in Paris umgebettet.